# Kiaran MacDonald
Kiaran Bradley MacDonald (* 30. April 1997 in Sunderland) ist ein britischer Boxer.

## Karriere
MacDonald wurde 2016 sowie 2017 jeweils Englischer Meister im Halbfliegengewicht und boxte ab Februar 2018 für das Team British Lionhearts in der World Series of Boxing.
Im März 2019 gewann er nach einer Finalniederlage gegen Daniel Assenow den Vizemeistertitel im Fliegengewicht bei der U22-Europameisterschaft in Wladikawkas, sowie im Mai 2022 ebenfalls den Vizemeistertitel dieser Gewichtsklasse bei der Europameisterschaft in Jerewan, nachdem er im Finale gegen Martín Molina unterlegen war. Im August 2022 verlor er im Finale der Commonwealth Games in Birmingham gegen Amit Panghal und gewann somit eine weitere Silbermedaille im Fliegengewicht.
Bei den Europaspielen 2023 in Krakau schied er im Halbfinale des Fliegengewichts gegen Billal Bennama mit einer Bronzemedaille aus.